# Seminário Conciliar de São Pedro e São Paulo

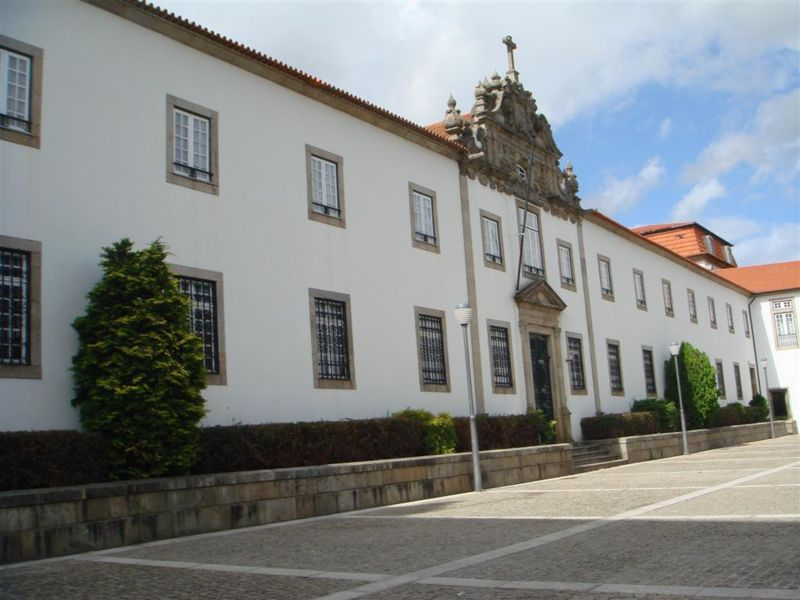

O Seminário Conciliar de São Pedro e São Paulo (também conhecido por Seminário Conciliar de Santiago por se situar frente ao Campo de Santiago, em Braga) é uma instituição de formação religiosa de futuros sacerdotes, a cargo da Arquidiocese de Braga.
Encontra-se instalado no edifício antigamente designado por Colégio de São Paulo (pertença da Companhia de Jesus até à sua expulsão), e do qual a Igreja de São Paulo é parte integrante. O imóvel alberga ainda, na ala nascente, o Museu Pio XII.

## História
O Seminário Conciliar de Braga foi fundado por D. Frei Bartolomeu dos Mártires, no seguimento das reformas introduzidas pelo Concílio de Trento (de que Frei Bartolomeu foi um dos mais insignes participantes). Começou por ocupar, em 1571, um edifício mandado construir no lado sul do Campo da Vinha, tendo como padroeiro titular São Pedro. Foi o primeiro seminário da Península Ibérica. 
Em 1881 transitou para o antigo colégio dos Jesuítas (o actual local), passando a chamar-se Seminário de São Pedro e São Paulo. Após as vicissitudes da Primeira República, passou a funcionar, a partir de 1934, em novo edifício na Rua de Santa Margarida (onde hoje se encontra instalada a Faculdade de Teologia de Braga e também o Seminário Interdiocesano de São José). No virar do milénio, regressou ao Largo de Santiago.
É também apelidado de Seminário Maior, por contraposição ao Seminário de Nossa Senhora da Conceição, dito Menor, construído (1923-1924) no lugar do antigo Recolhimento da Tamanca, na Rua de S. Domingos, e que se destina aos seminaristas mais novos que frequentam o ensino escolar no Colégio Dom Diogo de Sousa. O título mariano advém-lhe da entronização da imagem da Virgem Imaculada que tinha pertencido à demolida capela do antigo Paço Arquiepiscopal. O seu principal espaço celebrativo foi, entre 2014 e 2015, objecto de apurada intervenção.
Este edifício albergou, também, entre 1840 e 1845, o Liceu Nacional de Braga, a atual Escola Secundária de Sá de Miranda, nos seus primeiros anos de funcionamento por autorização do Arcebispo D. Pedro Paulo.

## Capela Árvore da Vida

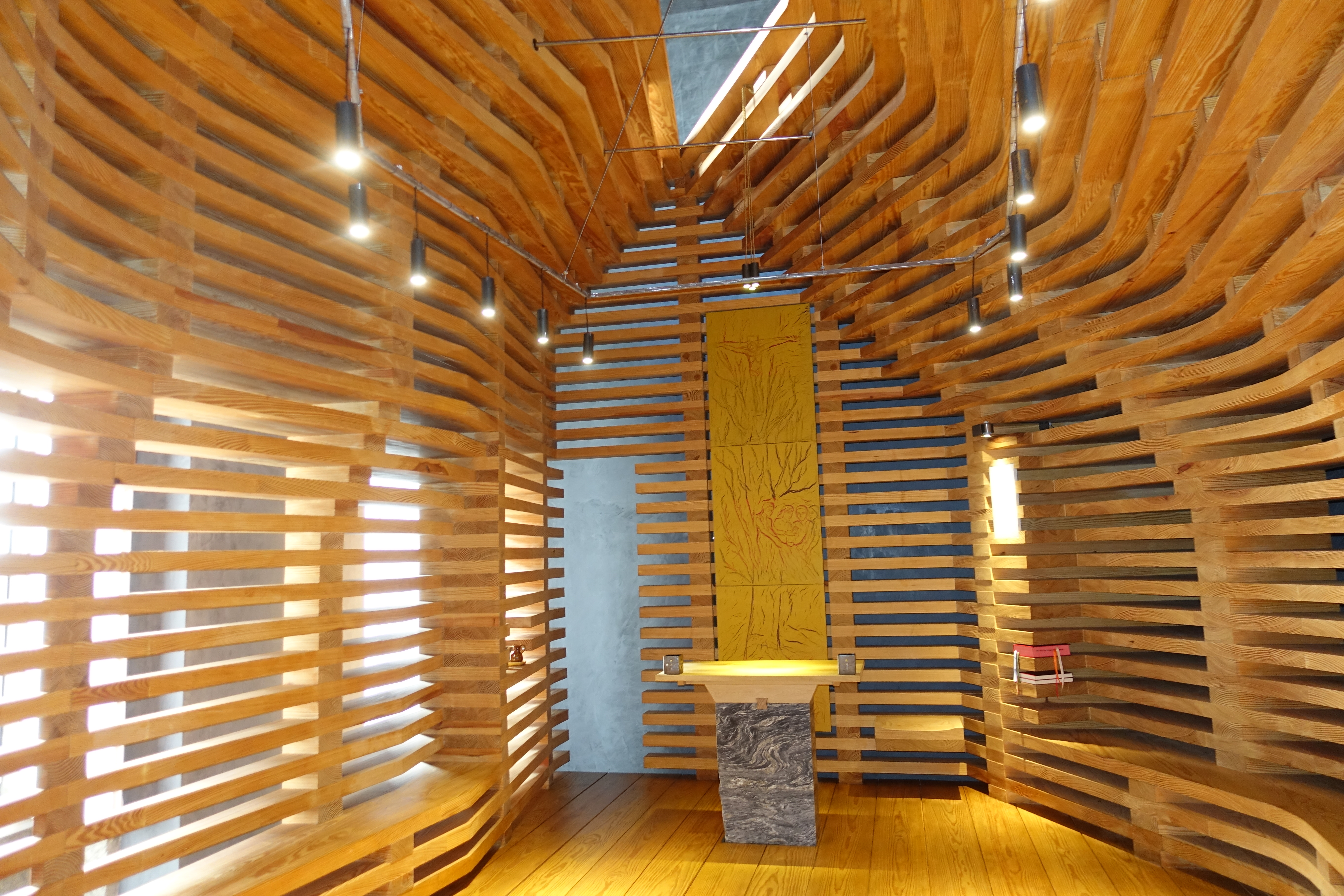
Capela Árvore da Vida

No interior do seminário encontra-se a Capela Árvore da Vida, vencedora do prémio ArchDaily 2011 para edifício religioso com a melhor arquitetura.
Assinada pelos Cerejeira Fontes Arquitetos, contou com a colaboração do escultor Asbjörn Andresen. Os adereços da capela ficaram a cargo da pintora Ilda David, e também de alguns artesãos de Barcelos. A capela surgiu da necessidade de se criar um espaço alternativo para a celebração da Eucaristia por parte dos seminaristas.